# Osiedle Witosa
Osiedle Witosa là một quận của Katowice, có diện tích 3,49 km 2 và năm 2007 có 12.401 cư dân.